# Sebastian Neufeld
Sebastian Neufeld (* 13. November 1981 in Schwerin) ist ein deutscher Volleyballspieler.

## Karriere
Sebastian Neufeld spielte in der Jugend beim Schweriner SC und wurde insgesamt dreimal deutscher Vizemeister. Anschließend spielte Neufeld bei den Volley Tigers Ludwigslust in der 2. Bundesliga. Nach dem Eimsbütteler TV spielte Neufeld beim Oststeinbeker SV bei den Ostbek Cowboys. 2005 und 2007 gelang der Aufstieg in die 1. Bundesliga. 2010/11 spielte Sebastian Neufeld in der 2. Bundesliga beim 1. VC Norderstedt. 2011 wechselte er zum Ligakonkurrenten SVG Lüneburg. Im Sommer 2013 beendete er seine Karriere aus persönlichen Gründen.
| Personendaten    | Personendaten               |
| ---------------- | --------------------------- |
| NAME             | Neufeld, Sebastian          |
| KURZBESCHREIBUNG | deutscher Volleyballspieler |
| GEBURTSDATUM     | 13. November 1981           |
| GEBURTSORT       | Schwerin, DDR               |